# バビエカ

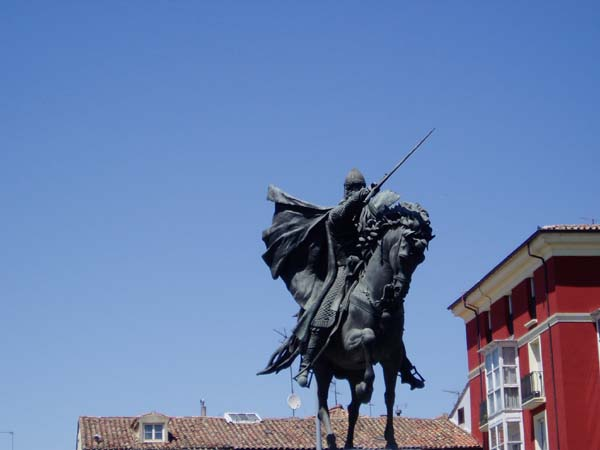
エル・シッドとバビエカの銅像

バビエカ（Babieca、1061年? - 1101年?）は、スペインの英雄エル・シッドの愛馬。芦毛のアンダルシア種と伝えられる。スペイン最古の英雄叙事詩、『わがシッドの歌』に登場する。
馬名は「愚か者」の意である。エル・シッドが彼の名付け親から馬をもらう際に、アンダルシアの群れの中から1頭を選べと言われ、その中から気が荒く、見栄えのしない馬を選んだところ、その名付け親から「バビエカ」（愚か者）と言われたことから来ているとされる。ほかに馬の出身地にちなむなどの説がある。
その後名馬に成長し、20年以上（30年?）に渡ってエル・シッドを乗せて戦った。数々の武勲が伝えられており、伝説ではエル・シッド最後の戦いで戦死した主人の亡骸を背負ってイスラム軍に突撃した。その2年後に40歳で死んだという。